# Václav Brázda
Václav Brázda (* 8. října 1970 Brno) je český biolog, vysokoškolský pedagog, zpěvák a básník.

## Životopis
Václav Brázda se narodil 8. října 1970 v Brně. Vystudoval Přírodovědeckou fakultu Masarykovy univerzity, kde získal magisterský titul a poté i titul Ph.D. (2001) v oboru Molekulární biologie a genetika pod vedením Prof. Emila Palečka. Od roku 1995 působí na Biofyzikálním ústavu AV ČR. Mezi lety 2005 a 2006 absolvoval stáž v Ontario Cancer Institute, Toronto, Kanada, ve výzkumné skupině profesorky Cheryl H. Arrowsmith. 

## Dílo
Vědeckým zaměřením Václava Brázdy je zejména systematický výzkum nekanonických struktur nukleových kyselin (G-kvadruplexy, kruciformy, Z-DNA) a proteinů spojených s jejich metabolismem, včetně známého nádorového supresorového proteinu p53. Publikoval již více než 100 odborných prací, které k roku 2023 obdržely 2086 citací (dle Web of Science), a jeho h-index má hodnotu 26. Je spoluautorem webového serveru zaměřeného na bioinformatické analýzy výskytu sekvencí schopných tvořit nekanonické struktury nukleových kyselin.

## Ocenění
- Cena Ligy proti rakovině Praha pro mladého vědce, autor nejlepší publikace s onkologickou tematikou (2000)[2]
- Cena České společnosti pro biochemii a molekulární biologii za významný vědecký přínos v oblasti molekulární a buněčné biologie (2002)
- Young European Investigator Award za Českou republiku za nejlepší práci – Medesa/Eppendorf (2002)
- Cena Nature Cell Biology – Poster Competition, 4th Dubrovnik Signaling Conference, Cavtat, Croatia (2004)
- Cena Otto Wichterleho za vynikající výsledky (2006)
- International Society for Neurochemistry Investigator Travel Award (2013)
- The Royal Society of Edinburgh – International Awards programme (2018)
- Držitel grantu Expedice Neuron 2022 – „Za tajemstvím dlouhověkosti žraloka malohlavého“ od Nadace Neuron[3]

## Umělecká tvorba a záliby
Václav Brázda je uměleckým vedoucím acappellové skupiny Dej Nám Akord. 
Vydal tři básnické sbírky: 
- Kvítí (Salon Ahau, Brno, 2010)
- Na chvilku zavři oči (Lynx, Brno, 2016)
- Okouzlení (Poweprint, Praha, 2020)

Rád cestuje a sportuje.